# Mottereau
Mottereau – miejscowość i gmina we Francji, w Regionie Centralnym, w departamencie Eure-et-Loir.
Według danych na rok 1990 gminę zamieszkiwało 140 osób, a gęstość zaludnienia wynosiła 16 osób/km² (wśród 1842 gmin Centre, Mottereau plasuje się na 997. miejscu pod względem liczby ludności, natomiast pod względem powierzchni na miejscu 1215.).